# Phacellophora camtschatica
Phacellophora camtschatica is een grote schijfkwal en het enige lid van de familie Phacellophoridae.

## Beschrijving
Phacellophora camtschatica is lichtgeel en heeft een geel spijsverteringsstelsel. Dankzij zijn uiterlijk heeft hij de Engelse namen fried egg jellyfish ('gebakken eikwal') en egg-yolk jellyfish ('eigeelkwal'). Het lichaam van de kwal heeft een maximale diameter van zestig centimeter. De kwal heeft zestien clusters van enkele tientallen tentakels, elk met een afmeting van maximaal zes meter.

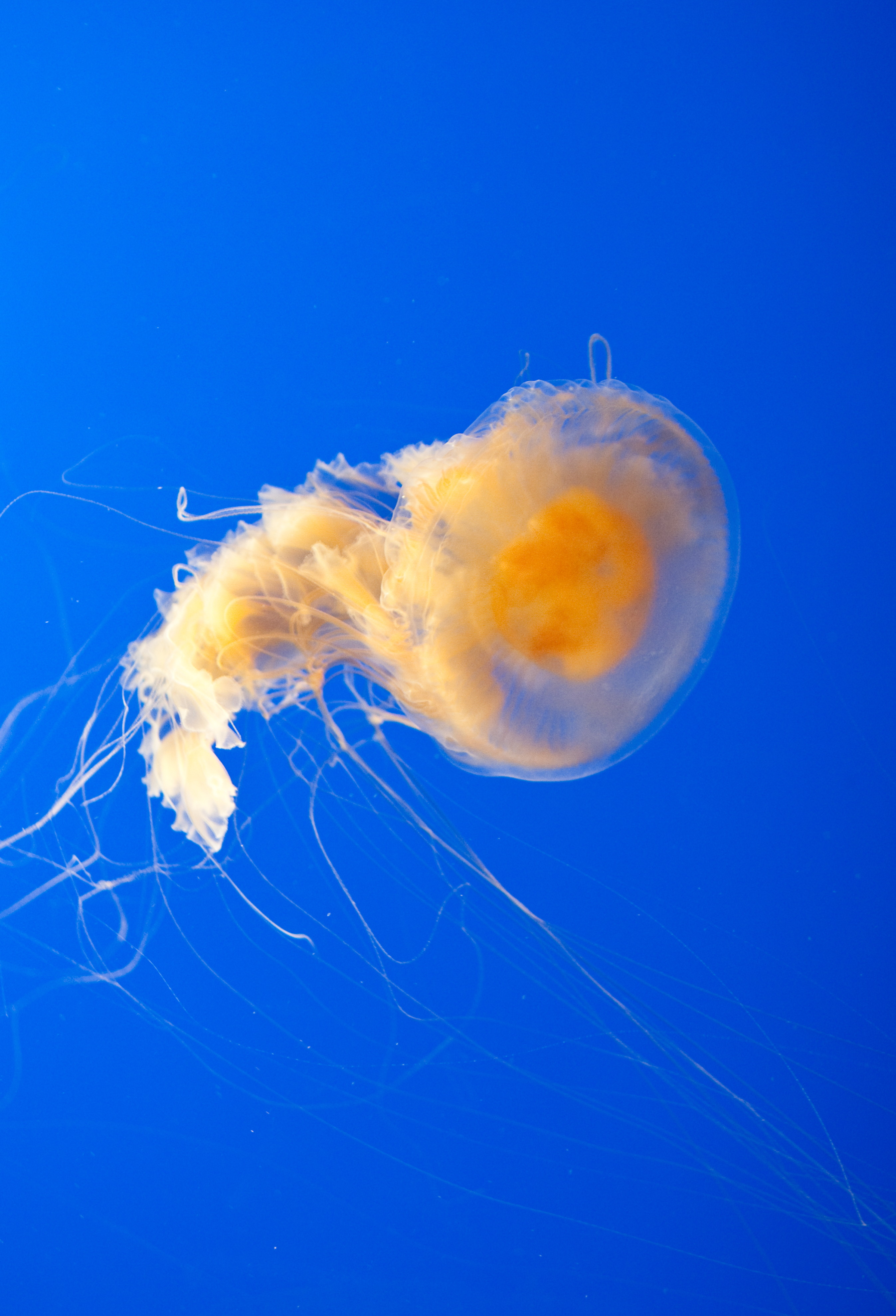
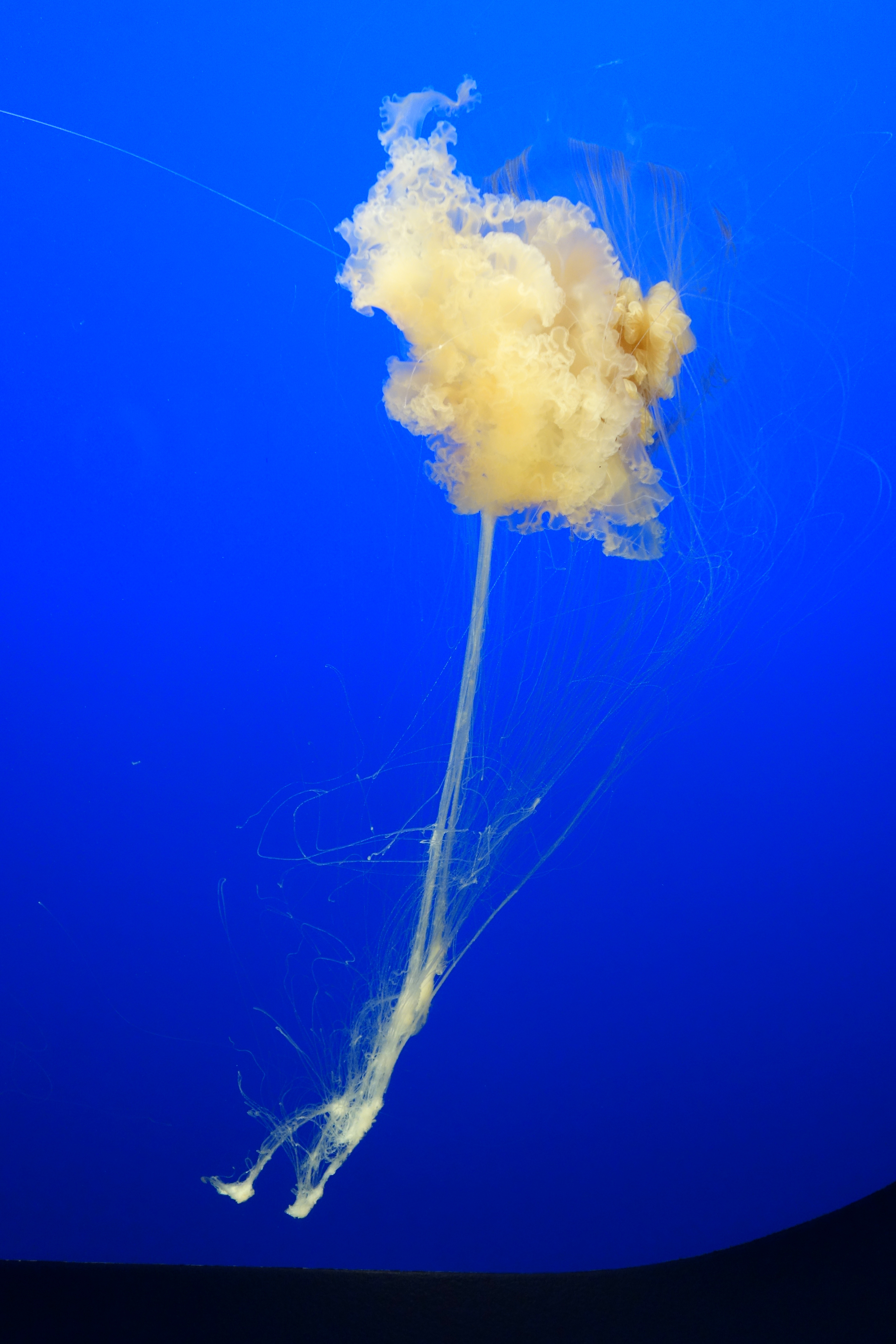
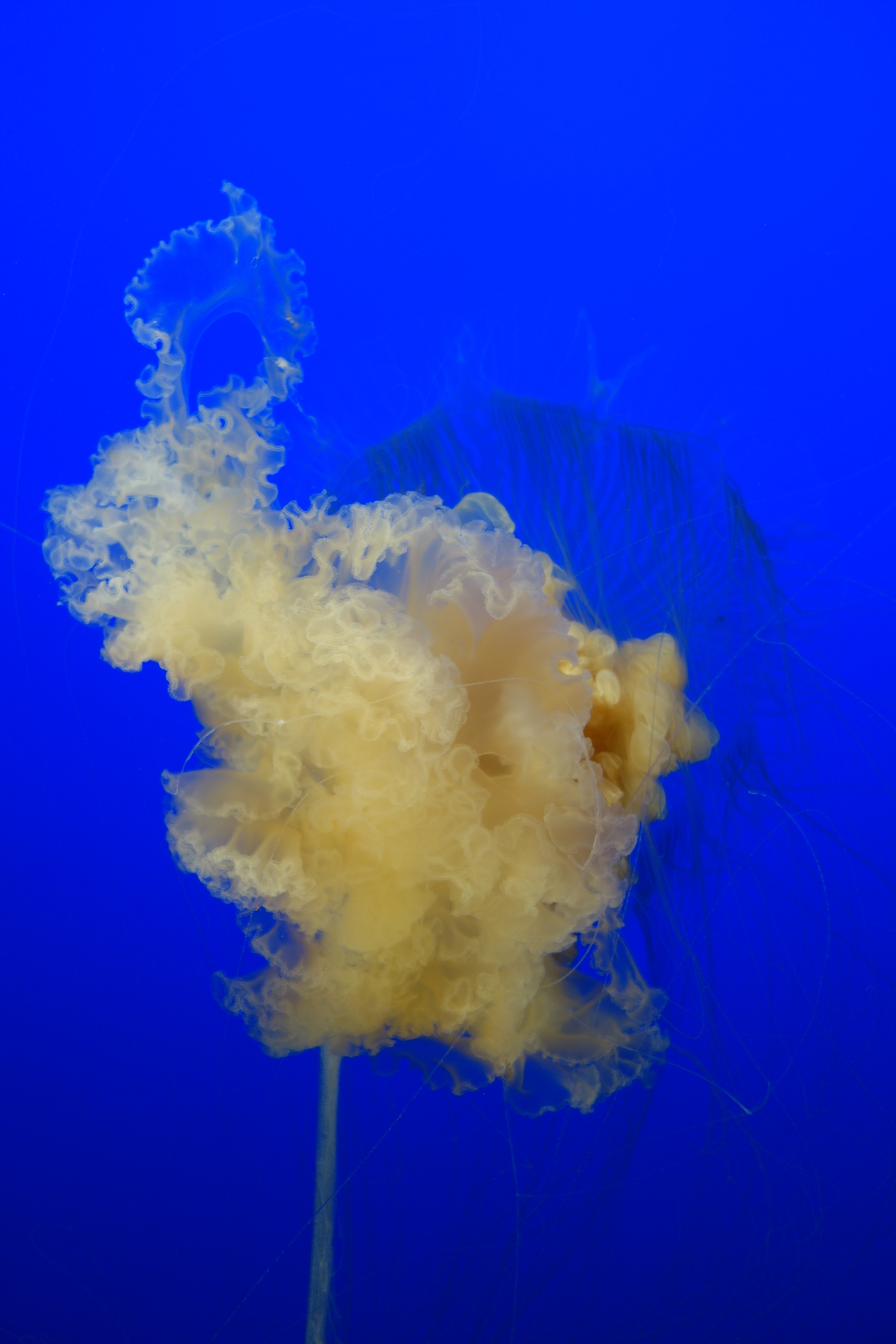

## Leefwijze
Phacellophora camtschatica komt voor in een groot aantal koude wateren van de wereldzeeën. Hier voedt hij zich met kleine neteldieren en  gelatineachtig zoöplankton, die hij vangt met zijn tentakels. Aangezien zijn steek slechts zwak is leven veel vlokreeften en andere kleine kreeftachtigen op zijn lichaam. Zij leven van het door de kwal gevangen voedsel dat ze uit zijn tentakels stelen.
De ontwikkeling van Phacellophora camtschatica is uitvoerig bestudeerd in de Monterey Bay Aquarium in de Verenigde Staten, waar hij wordt gehouden in aquaria. Deze kwal kent twee levensstadia, een benthische en een planktonische. Bij het bentische stadium groeien jonge poliepen op rotsen en steigers, die zich ongeslachtelijk voortplanten. Bij het planktonische stadium komen zowel mannelijke als vrouwelijke exemplaren in het plankton voor die zich geslachtelijk voortplanten.

## Taxonomie
De soort werd in 1835 voor het eerst wetenschappelijk beschreven door Johann Friedrich von Brandt. Aanvankelijk werd de kwal tot de familie Ulmaridae gerekend, maar tegenwoordig wordt hij als enige lid van de familie Phacellophoridae beschouwd.